# Brookesia confidens
Brookesia confidens là một loài thằn lằn trong họ Chamaeleonidae, nó là một trong những loài tắc kè hoa nhỏ nhất thế giới. Đây là loài đặc hữu của Khu Dự trữ Tự nhiên Ankarana (Vườn Quốc gia Ankarana) tại Madagascar. Nó được mô tả lần đầu tiên năm 2012 bởi F. Glaw, J. Koehler, T.M. Townsend and M. Vences.

## Phân bố và sinh cảnh
B. confidens sống ở miền bắc Madagascar, và là một trong những loài tắc kè hoa nhỏ nhất thế giới. Nó được tìm thấy tại Khu Dự trữ Tự nhiên Quốc gia Ankarana. Mô tả lần đầu bởi Glaw, Koehler, Townsend và Vences (2012). Môi trường sống của B. confidens là được bảo tồn chặt chẽ, nhưng việc phá hoại môi trường sống dù nhỏ cũng có thể ảnh hưởng đến loài này.